# Доня-Ломница (Сербия)
Доня-Ломница (серб. Доња Ломница) — населённый пункт в общине Власотинце Ябланичского округа Сербии.

## Население
Согласно переписи населения 2002 года, в селе проживал 591 человек (все сербы).
| Численность населения | Численность населения | Численность населения | Численность населения | Численность населения | Численность населения | Численность населения | Численность населения |
| 1948                  | 1953                  | 1961                  | 1971                  | 1981                  | 1991                  | 2002                  | 2011                  |
| --------------------- | --------------------- | --------------------- | --------------------- | --------------------- | --------------------- | --------------------- | --------------------- |
| 476                   | 522                   | 608                   | 628                   | 634                   | 597                   | 591                   | 533                   |

## Религия
Согласно церковно-административному делению Сербской православной церкви, село относится к Конопницкому приходу Власотиначского архиерейского наместничества Нишской епархии.